# Elezioni regionali nel Lazio del 1970
Le elezioni regionali nel Lazio del 1970 si tennero il 7-8 giugno.

## Risultati elettorali
| Liste                                                    | Voti      | %     | Seggi |
| -------------------------------------------------------- | --------- | ----- | ----- |
| Democrazia Cristiana (DC)                                | 890.749   | 33,19 | 18    |
| Partito Comunista Italiano (PCI)                         | 710.273   | 26,46 | 13    |
| Movimento Sociale Italiano (MSI)                         | 274.244   | 10,22 | 5     |
| Partito Socialista Italiano (PSI)                        | 235.730   | 8,78  | 4     |
| Partito Socialista Unitario (PSU)                        | 205.206   | 7,65  | 3     |
| Partito Liberale Italiano (PLI)                          | 156.645   | 5,84  | 3     |
| Partito Repubblicano Italiano (PRI)                      | 98.572    | 3,67  | 2     |
| Partito Socialista Italiano di Unità Proletaria (PSIUP)  | 70.421    | 2,62  | 1     |
| Partito Democratico Italiano di Unità Monarchica (PDIUM) | 33.631    | 1,25  | 1     |
| Stella Rossa - Rivoluzione Socialista                    | 6.665     | 0,25  | -     |
| Partito Nazionale Democratico                            | 1.958     | 0,07  | -     |
| Totale                                                   | 2.684.094 |       | 50    |

| Riepilogo dei seggi | Riepilogo dei seggi | Riepilogo dei seggi | Riepilogo dei seggi | Riepilogo dei seggi | Riepilogo dei seggi | Riepilogo dei seggi |
| ------------------- | ------------------- | ------------------- | ------------------- | ------------------- | ------------------- | ------------------- |
|                     |                     |                     |                     |                     |                     |                     |
| PCI                 | 13                  | N/A                 |                     | PSIUP               | 1                   | N/A                 |
| PSI                 | 4                   | N/A                 |                     | PSU                 | 3                   | N/A                 |
| PRI                 | 2                   | N/A                 |                     | DC                  | 18                  | N/A                 |
| PLI                 | 3                   | N/A                 |                     | PDIUM               | 1                   | N/A                 |
| MSI                 | 5                   | N/A                 |                     |                     |                     |                     |